# Båga-Larstjärnen
Båga-Larstjärnen är en sjö i Mora kommun i Dalarna och ingår i Dalälvens huvudavrinningsområde. Sjön har en area på 0,102 kvadratkilometer och ligger 328 meter över havet. Sjön avvattnas av vattendraget Noret.

## Delavrinningsområde
Båga-Larstjärnen ingår i det delavrinningsområde (673632-142157) som SMHI kallar för Inloppet i Södra Sävsjön. Medelhöjden är 366 meter över havet och ytan är 7,24 kvadratkilometer. Det finns inga avrinningsområden uppströms utan avrinningsområdet är högsta punkten. Noret som avvattnar avrinningsområdet har biflödesordning 3, vilket innebär att vattnet flödar genom totalt 3 vattendrag innan det når havet efter 334 kilometer. Avrinningsområdet består mestadels av skog (61 procent) och sankmarker (16 procent). Avrinningsområdet har 0,46 kvadratkilometer vattenytor vilket ger det en sjöprocent på 6,4 procent.